# Homoeogryllus adunctus
Homoeogryllus adunctus är en insektsart som beskrevs av Andrej Vasiljevitj Gorochov 1988. Homoeogryllus adunctus ingår i släktet Homoeogryllus och familjen syrsor. Inga underarter finns listade i Catalogue of Life.